# Крокодилов варан
Крокодиловият варан (Varanus salvadorii) е вид гущер от семейство Варанови (Varanidae).

## Разпространение и местообитание
Видът е ендемичен за Нова Гвинея. Среща се както в щата Папуа Нова Гвинея, така и в индонезийския регион Западна Нова Гвинея. Живее в мангровите блата и крайбрежните дъждовни гори в югоизточната част на острова, но понякога излиза от тези райони по време на наводнения през дъждовните сезони.
Той е застрашен поради обезлесяване и бракониерство. Гущерът се лови и одира жив от някои от туземците на острова за направата на барабани. Те го описват като зъл дух, който „се катери по дърветата, ходи изправен, диша огън и убива хора“, но племената твърдят, че гущера още дава предупреждения, ако наблизо има крокодили.

## Описание
Това е най-големият гущер от Нова Гвинея и е един от най-дългите гущери в света, с размери до 244 cm. Съобщава се, че образец с размери от 323 cm е бил хванат в Конедобу.
Опашката на вида е изключително дълга, затова се твърди, че някои екземпляри надвишават дължината на най-големия гущер в света – комодския варан, въпреки че крокодиловия варан е с далеч по-малко тегло.
Крокодиловият варан е дървесен гущер с тъмнозелено тяло, маркирано с ивици от жълтеникави петна. Има характерна тъпа муцуна, дълги, прави и остри зъби, и изпъкнали и силно извити нокти. Както при всички останали варани и той има анатомични характеристики, които му позволяват да диша по-лесно при бягане, отколкото другите гущери, но този вид има дори по-голяма издръжливост от повечето други видове варани.

## Хранене
Зъбите му са по-добре адаптирани за сграбчване на бързо движеща се плячка от тези на повечето други варани. Храни се с птици, дребни бозайници, яйца и мърша.
Новоизлюпените варанчета се хранят предимно с насекоми и малки влечуги.

## Размножаване
За размножаването и развитието му в дивата природа се знае много малко, понеже видът е труден за размножаване в плен. Снася от 4 до 12 яйца, в периода от октомври до януари, като размерите на яйцата могат да варират значително, явление, за което не е известно обяснение. Размерите им могат да варират от 7,5 × 3,4 cm до 10 × 4,5 cm, докато теглото им може да бъде от 43,3 до 60,8 грама. Повечето крокодилови варани поставени в плен са безплодни и са документирани само четири успешни разплода. При излюпването малките варанчета са с дължина около 45 cm.